# 永思小檗
永思小檗（学名：Berberis tsienii），为小檗科小檗属下的一个植物种。